# Веселка (Новосанжарский район)
Веселка (укр. Веселка) — село,
Драбиновский сельский совет,
Новосанжарский район,
Полтавская область,
Украина.
Код КОАТУУ — 5323481002. Население по переписи 2001 года составляло 51 человек.

## Географическое положение
Село Веселка находится на расстоянии в 2 км от сёл Драбиновка и Богдановка.

## История
- 1847 — дата основания.